# Balogh József (festő, 1944)
Balogh József (1944. –) kárpátaljai roma származású magyar festőművész, freskófestő és restaurátor.

## Életútja, munkássága
Magyar romának született, anyanyelve magyar, kultúrája roma és magyar gyökerű. Munkácson él és alkot, a munkácsi roma kulturális és közélet egyik jeles egyénisége. Nagy hatással volt festészetére Szerov orosz realista, majd a modern irányzatokat is követő festészete. Balogh József is erdőkkel körülvett várakat, templomokat fest. Látomásos képein az Ukrajnában élő szegény emberek hétköznapjait ábrázolja, a roma viskók és az emeletes házak ellentétes világát, a bomló-pusztuló Munkácsot jeleníti meg Lakótelep című sorozata. A figurális ábrázolás is erőssége, számos példa van erre, köztük Krisztus töviskoszorúval vagy Kalapos önarcképe című alkotása. Megélhetését templomok festésével és restaurálásával biztosítja. Szülőföldjén és Magyarországon is voltak tárlatai, 2002-ben két életmű válogatása is szerepelt Magyarországon, az egyik Ózdon, a másik a Roma Parlament Társalgó Galériájában, a Roma Parlament állandó kiállításába is válogattak be képeiből.

## A 2009-es Cigány festészet című albumban megjelent festményei

### Szimbolikus városképek
- Dugonovics (olaj, vászon, 50x80 cm, 2002)
- Visszatükröződés a jövőből (olaj, vászon, 65x43 cm, 2003)
- Itt élek (olaj, vászon, 65x43 cm, 2003)
- Elnyomás (olaj, vászon, 40x45 cm, 2001)

### Figurális ábrázolás
- Krisztus töviskoszorúval (olaj, vászon, 2003)
- A festő apja II. (olaj, vászon, 50x70 cm, 2000)
- Kalapos önarckép (olaj, vászon, 30x35 cm, 2003)

### Csendélet
- Csendélet (olaj, vászon, 70x70 cm, 2002)[1]

## Magyarországi egyéni kiállításai
- 2002 • Életmű-válogatás, Rabindranath Tagore Tanoda, Ózd • Roma Parlament Társalgó Galéria, Budapest.